# アーケンライト社
アーケンライト(英語: Arkenlight Ltd.）は、イギリス、ロンドンに拠点を置く、ダイヤモンド電池の製造販売会社である。

## 製品
原子力発電所から排出される放射性核廃棄物と炭素を混合して焼成したものに電極を付与したベータ崩壊型のバンドギャップ起電を行う、人工のダイヤモンド電池を発表して、2020年8月に起業した。

## 関連サイト
- 原子力電池